# Tosashimizu
Tosashimizu (土佐清水市, Tosashimizu-shi) est une ville du Japon située dans la préfecture de Kōchi.

## Géographie

### Situation
Tosashimizu est situé dans le sud-ouest de l'île de Shikoku, au niveau du cap Ashizuri.

### Démographie
En 2003, la ville avait une population de 17 891 habitants, une densité de population de 67,06 hab./km2 et une superficie de 266,34 km2. En mai 2023 la ville avait une population de 12 135 habitants.

### Climat
Tosashimizu a un climat subtropical humide avec des étés chauds et humides et des hivers frais. Il y a des précipitations importantes tout au long de l'année, en particulier en juin et juillet. La température moyenne annuelle est de 18,4 °C. La pluviométrie annuelle moyenne est de 2 563,9 mm, juin étant le mois le plus humide.

## Histoire
La région actuelle de Tosa faisait partie de l'ancienne province de Tosa. Pendant l'époque d'Edo, la région faisait partie des possessions du domaine de Tosa dirigé par le clan Yamauchi depuis le château de Kōchi. À la suite de la restauration de Meiji, le village moderne de Shimatsu est créé le 1er octobre 1889. Il est renommé Shimizu en 1924 et obtient le statut de bourg. Le 1er août 1954, Shimizu fusionne avec les bourgs voisine de Shimokawaguchi, Misaki et Shimokae pour former l'actuelle ville de Tosashimizu.

## Culture locale et patrimoine
La ville abrite le Kongōfuku-ji (金剛福寺), 38e étape du pèlerinage de Shikoku, ainsi que le cap Ashizuri (足摺岬, Ashizuri-misaki).

## Jumelages
Tosa est jumelée avec :
- Fairhaven (États-Unis)
- New Bedford (États-Unis)
- Tomigusuku (Japon)

## Personnalité liée à la municipalité
Le village de Nakanohama, qui se trouve maintenant dans la ville de Tosashimizu, est le lieu de naissance de Nakahama Manjirō qui est le premier Japonais à avoir visité les États-Unis après avoir été recueilli par des pêcheurs.